# Konary (województwo śląskie)
Konary – wieś w Polsce położona w województwie śląskim, w powiecie częstochowskim, w gminie Kłomnice.
Do 1953 roku istniała gmina Konary w województwie łódzkim. W latach 1975–1998 miejscowość administracyjnie należała do województwa częstochowskiego.
W XIX wieku właścicielem majątku Konary był zmarły w 1900 roku Policzkiewicz. Jego grób znajduje się na cmentarzu w Kłomnicach.